# Iso Saarijärvi (sjö i Finland, Lappland)
Iso Saarijärvi är en sjö i Finland. Den ligger i kommunen Enare i landskapet Lappland, i den norra delen av landet, 1 000 km norr om huvudstaden Helsingfors. Iso Saarijärvi ligger 160 meter över havet. Arean är 1,43 kvadratkilometer och strandlinjen är 15,77 kilometer lång. Sjön  ingår i Pasvik älvs huvudavrinningsområde. 